# 서울미술고등학교
서울미술고등학교(서울美術高等學校)는 대한민국 서울특별시 관악구 봉천동에 위치한 사립 고등학교이다.

## 학교 연혁
- 1971년 9월 26일 : 한흥공예기술학교 설립인가, 설립자 김정수
- 1972년 5월 25일 : 한흥공예기술학교 개교, 초대 교장 김정수 취임
- 1974년 1월 14일 : 한흥미술학교로 교명 변경
- 1975년 11월 5일 : 제1회 한흥미전 개최
- 1983년 12월 13일 : 교사 A,B동, C동 신축
- 1984년 10월 24일 : 학교법인 한흥학원 설립인가, 초대 이사장 이돈환 취임
- 1985년 2월 25일 : 서울예림미술학교로 개편
- 1985년 4월 3일 : 문교부장관 고등학교 학력인정 학교 지정
- 1994년 11월 28일 : 서울미술고등학교로 개편
- 1996년 1월 24일 : 예림미술교육원 준공
- 1999년 6월 8일 : D동 교사 증축
- 2001년 4월 19일 : 만화과 신설
- 2008년 2월 21일 : 주간(미술과 4학급, 만화과 1학급, 전체 15학급) 학급으로 인가
- 2009년 3월 13일 : 다용도실 및 조리실 현대식 시설 조성공사 완공
- 2013년 6월 27일 : 학과개편(미술과 5학급)
- 2018년 5월 2일 : 제9대 이장복 교장 취임
- 2020년 2월 13일 : 제44회 졸업식
- 2021년 3월 2일 : 입학식

## 설치 학과
- 미술과

## 참고 자료
- 서울미술고등학교 - 한국교육학술정보원 학교알리미